# Senusret III.
Hakaure Senusret III., včasih tudi Senvosret III. (helenizirano v Sesostris III.) je bil egipčanski faraon, ki je vladal od 1878 pr. n. št. do 1839 pr. n. št., ko je bil Egipt zelo močan in je doživljal gospodarski razcvet, * ni znano, † 1839 pr. n. št.
Bil je peti in morda najmočnejši faraon Dvanajste dinastije Novega kraljestva. Njegovi vojaški pohodi so se končali z obdobjem miru in gospodarskega razcveta, ki je zmanjšal moč regionalnih vladarjev in sprožil razvoj obrti, trgovanja in urbanega razvoja. Senusret III. je bile den od zelo redkih faraonov, ki so jih pobóžili in so imeli svoj kult, ko so bili še živi.

## Družina
Senusret III. je bil sin faraona Senusreta II. in Henemetneferhedžet I. Zagotovo znane so tri Senusretove žene: Itakajt, Henemetneferhedžet II. in Neferthenut. Znanih je tudi več hčera, čeprav so dokazane samo na grobovih okoli faraonove piramide in je njihova natančna povezava s faraonom vprašljiva. Mednje spadajo: Sithator, Menet, Senetsenebtisi in Meret. Faraon Amenemhet III. je bil zelo verjetno njegov sin. Drugi sinovi niso znani.

## Dejavnosti
Senusret III. je očistil plovne kanale skozi prvi Nilov katarakt, in domnevno poskušal zgraditi nov Kanal faraonov. Svoje kraljestvo je razširil v Nubijo (1866-1863 pr. n. št.), kjer je ob Nilu zgradil mogočne utrdbe: Buhen, Semno, Šalfak in Toško pri Uronartiju.
V 8., 10., 16. in 19. letu  vladanja je opravil vsaj štiri velike vojne pohode v Nubijo. Zmage proti Nubijcem, s katerimi je nameraval zaustaviti vdore Nubijcev v Egipt, so dokumentirane na steli pri Semni, postavljeni v 8. letu vladanja. Druga stela v Semni, postavljena v 16. letu vladanja, omenja njegovo vojskovanje v Nubiji in Kanaanu. Na njej opozarja svoje naslednike, da obranijo nove meje, ki jih je vzpostavil.
Njegov zadnji pohod v 19. letu vladanja je bil manj uspešen. Ker je bila gladina Nila nižja od običajne, se je bal, da bo njegova vojska obtičala na sovražnem nubijskem ozemlju in se je umaknil.
V Semni so Senusreta zaradi njegovih dosežkov kot božanstvo častile tudi kasnejše generacije. Jacques Morgan je leta 1894 na Sehenovem otoku  odkril skalne napise, ki dokumentirajo njegovo kopanje kanala. Senusret III. je zgradil tempelj in mesto v Abidosu in tempelj v Medamudu.
Na dvoru je imel tri vezirje: Sobekemhata, Nebita in Knumhotepa. Vezir Ikhernofret je opravljal posle njegovega zakladnika v Abidosu, Senank pa je očistil kanal v Sehelu.

## Dolžina vladanja
Papirus v Berlinskem muzeju, na katerem je omenjeno 20. leto njegovega vladanja  in 1. leto vladanje njegovega naslednika Amenemheta III., bi lahko bil dokaz, da je bil sin njegov sovladar. Josef W. Wegner je na apnenčastem bloku v abidoškem templju odkril napis, ki omenja 39. leto vladanja Senusreta III. Wegner trdi, da je malo verjetno, da bi sin skoraj štiri desetletja gradil očetov tempelj, torej je  Senusret III. vladal 39 let, od tega 20 let skupaj z Amenemhetom III.
Nekateri znanstveniki, med njimi Pierre Tallet in Harco Willems,  Wegnerjevo hipotezo zavračajo, ker se takšno sovladanje v Egiptu nikoli ni zgodilo.

## Piramida in piramidni kompleks
Senusretov piramidni kompleks je bil zgrajen severovzhodno od Rdeče piramide v Dahšurju in je po velikosti in mogočnosti presegal tiste iz zgodnje Dvanajste dinastije.
Senusret III. morda ni bil pokopan na tem kompleksu, temveč na njegovem prefinjenem pogrebnem kompleksu v Abidosu. Njegova piramida je zato verjetno samo prazna spominska grobnica.
Osnovnica Senusretove piramide meri 105 m, višina pa 78 m. Prostornina piramide je približno 288.000 m3. Jedro piramide je zgrajeno iz blatnih zidakov različnih velikosti, kar kaže, da zanje niso uporabljali standardiziranih kalupov. Pogrebna komora je obložena z granitom. Nad obokano pogrebno komoro je še ena komora s stropom iz petih parov apnenčastih tramov, ki tehtajo po 30 ton. Nad njimi je še tretji  obok iz blatnih zidakov. 
V piramidnem kompleksu je tudi majhen pogrebni tempelj in sedem manjših piramid njegovih kraljic ter podzemna galerija za pokop dvorjank. Južno od piramide je stal še en tempelj, ki je povsem porušen.